# Horváth András (jégkorongozó)
Horváth András (Budapest, 1976. április 8. –) magyar jégkorongozó, 225-szörös válogatott, jobb oldali védő.
Már 1994-ben bemutatkozott a B csoportos junior Európa-bajnokságon a Dunaferr SE játékosaként. 1994-től a dunaújvárosi csapatban játszott egészen 2006-ig, amikor az Újpesti TE jégkorongozója lett. Két idény után azonban az Osztrák jégkorongligában szereplő székesfehérvári Alba Volán SC játékosa lett.
Tagja volt a 2008-ban Szapporóban Divízió 1-es Világbajnokságot nyert magyar jégkorong-válogatottnak.
2014 decemberében a Ferencváros felbontotta a szerződését. Eztkövetően bejelentette a visszavonulását.
Visszavonulása után a Vasas Jégkorong Szakosztályánál edző, az U18-as korosztály vezetőedzője. 2016-tól a korosztályos utánpótlás válogatottaknál edző, az U15-ös korosztálynál vezetőedző. 2020 májusától a magyar junior válogatott szövetségi kapitányának nevezték ki.